# トルテカ文明
トルテカ文明（トルテカぶんめい）は、テオティワカン崩壊後、チチメカ侵入前までの時期に、メキシコ中央高原に盛んに建設された都市「トゥーラ」群がもっていたと考えられる文明。
年代で言えば7世紀頃 - 12世紀頃に当たる。テスカトリポカとトピルツィン・ケツァルコアトルの神官たちによる争いなどの伝承で知られるトルテカ帝国が、メキシコ中央高原を支配したと長い間考えられてきたが、伝承が伝わっているのみで具体的な証拠がなく、その伝承さえ征服後に作られたものらしいという見解もある。

## トルテカとはだれか？文明の担い手について
トルテカ文明の担い手であるトルテカ人については、欧米の「主流派」研究者は、トルテカ・チチメカと呼ばれるメキシコ西部のウト・アステカ語族に属するナワトル語を話す半文明化した人々が主であり、ノノアルカと呼ばれる少数であるがプエブラ州およびメキシコ湾岸に住んでいた彫刻や建築をよくする職人的な人々からなるとされてきた。
そして彼らの文化には冶金術とマサパ系土器が伴うとされてきた。
しかし、大井邦明は、この考え方をヒメネス・モレーノが資料操作をおこなったために混乱しているとし、トルテカ人は、もともとテオティワカンにすんでいたケツァルコアトル神をあがめる集団であり、具体的にはオトミ族やマトラツィンカ族であって、コヨトラテルコ式土器を伴い、トゥーラ・シココティトラン、ショチカルコなどの「トゥーラ」（城塞都市）群を中央高原に築いた人々であるとした。
その根拠として、伝承に一種の国譲り的な記述が見られたり、ケツァルコアトル神に創造された人々がトルテカ人であるという記述がみられること、チチメカの移動はどう考えても文献記録からでは11世紀以前にはならないこと
、テオティワカン衰退の契機となった破壊行為は都市全域に及ばずあくまでも中枢部分にとどまること、テオティワカンの全盛期にケツァルコアトル神の神殿が築かれ、やがて破壊されたという出来事があり、ショチカルコは、かって機能したケツァルコアトル神殿の思想的延長上にあること
、古典期後期のマヤにもケツァルコアトル神を思わせるレリーフなどが増加すること、トゥーラ・シココティトランが焼き払われ、破壊された後の上から、「全盛期に使われた土器」であるはずのマサパ系土器が出土することなどを挙げている。
また、侵略者のチチメカ人は、攻撃対象となった都市を「葦が密集するように人の多い場所」という意味のトゥーラと呼び、そこの住民を「トルテカ」と呼ぶ一方で、自分たちを「トルテカ」と自称したため、チチメカ人自身が「トルテカ」であるかのように誤解されるようになった、とする。